# .mu
.mu es el dominio de nivel superior geográfico (ccTLD) para Mauricio.